# Silvianthus
Silvianthus är ett släkte av tvåhjärtbladiga växter. Silvianthus ingår i familjen Carlemanniaceae.
Kladogram enligt Catalogue of Life:
| Silvianthus | \| \| Silvianthus bracteatus \| \| \| \| \| \| Silvianthus tonkinensis \| \| \| \| |
|             | \| \| Silvianthus bracteatus \| \| \| \| \| \| Silvianthus tonkinensis \| \| \| \| |
|             | Carlemannia                                                                        |
|             |                                                                                    |
|             | Silvianthus bracteatus                                                             |
|             |                                                                                    |
|             | Silvianthus tonkinensis                                                            |
|             |                                                                                    |

|  | Silvianthus bracteatus  |
|  |                         |
|  | Silvianthus tonkinensis |
|  |                         |